# کیکو کاسیا
فرانسیسکو "کیکو" کاسیا کورتس (اسپانیایی: Francisco "Kiko" Casilla Cortés‎؛ زادهٔ ۲ اکتبر ۱۹۸۶) بازیکن فوتبال اهل اسپانیا است.
وی همچنین در تیم ملی فوتبال اسپانیا بازی کرده‌است.

## افتخارات
- لالیگا : ۲۰۱۶-۲۰۱۷
- لیگ قهرمانان اروپا : ۲۰۱۵-۲۰۱۶ ، ۲۰۱۶-۲۰۱۷ ، ۲۰۱۷-۲۰۱۸
- سوپرجام اروپا : ۲۰۱۶ ، ۲۰۱۷
- سوپرجام اسپانیا : ۲۰۱۷
- جام باشگاه های جهان : ۲۰۱۶ ، ۲۰۱۷ ، ۲۰۱۸